# Pozostałość po supernowej

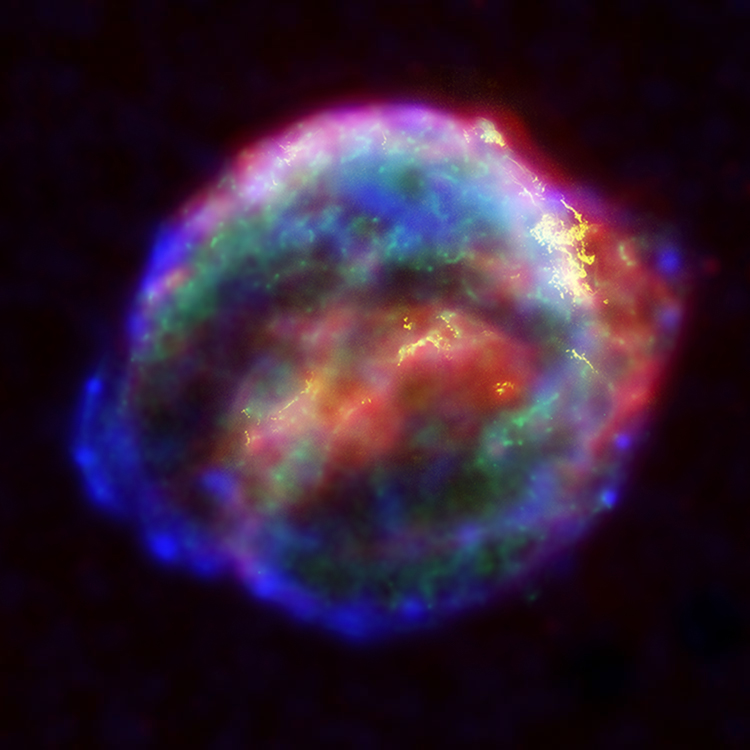
Pozostałość Supernowej Keplera, SN 1604

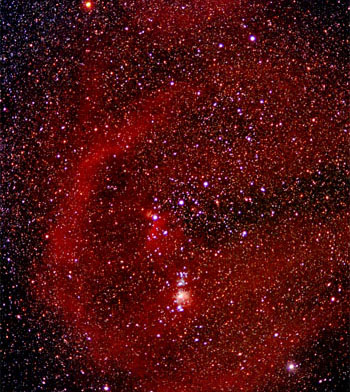
Pętla Barnarda, prawdopodobnie pozostałość po wybuchu supernowej

Pozostałość po supernowej – mgławica powstała w końcowej fazie życia masywnej gwiazdy w wyniku wybuchu i odrzucenia zewnętrznej otoczki. Taka wybuchająca gwałtownie gwiazda nazywana jest supernową. W centralnej części tej mgławicy najczęściej znajduje się gwiazda neutronowa lub czarna dziura, powstała z jądra wybuchającej gwiazdy. Mgławice będące pozostałością po wybuchu supernowej są stosunkowo bogate w pierwiastki cięższe od żelaza, które powstają w końcowym etapie życia gwiazdy i podczas wybuchu. Wybuch umożliwia rozprzestrzenienie się tych pierwiastków w kosmosie.
Materiał z odrzuconej otoczki porusza się z prędkościami rzędu 1% prędkości światła w próżni. Gdy zderza się on z materią ośrodka, powstaje fala uderzeniowa. Fala ta oddziałuje z materią międzygwiazdową, powodując wzrost temperatury gazu, który zaczyna świecić w zakresie rentgenowskim, a później radiowym.
W falach uderzeniowych mogą być przyspieszane cząstki, będące źródłem promieniowania kosmicznego. Proces ten nosi nazwę przyspieszenia Fermiego, od nazwiska odkrywcy Enrica Fermiego.
Po pewnym czasie po ustaniu ekspansji pozostałości po wybuchu supernowej, na skutek niejednorodności rozkładu masy, mogą stać się kolebką nowego pokolenia gwiazd.